# Светски куп у ватерполу 1983.
3. Светски куп у ватерполу под покровитељством ФИНЕ је одржан од 7. до 14. маја у Малибуу у Сједињеним Америчким Државама. 
Учествовало је 8 репрезентација које су играле по једноструком бод систему, а победник је била екипа Совјетског Савеза која је сакупила највише бодова у својих 7 утакмица.

## Учесници
- Западна Немачка
- Италија
- Куба
- Мађарска
- Сједињене Државе
- Совјетски Савез
- Холандија
- Шпанија

## Резултати
- Напомена: Утакмице нису игране по редоследу који је приказан у наставку чланка.

|  | Совјетски Савез | 13 : 9 | Куба |  |

|  | Западна Немачка | 8 : 8 | Мађарска |  |

|  | Италија | 6 : 6 | Холандија |  |

|  | Сједињене Државе | 5 : 5 | Шпанија |  |

|  | Совјетски Савез | 10 : 6 | Мађарска |  |

|  | Западна Немачка | 9 : 9 | Холандија |  |

|  | Италија | 8 : 5 | Шпанија |  |

|  | Сједињене Државе | 11 : 8 | Куба |  |

|  | Совјетски Савез | 11 : 7 | Холандија |  |

|  | Западна Немачка | 8 : 6 | Шпанија |  |

|  | Италија | 8 : 7 | Куба |  |

|  | Сједињене Државе | 9 : 9 | Мађарска |  |

|  | Совјетски Савез | 7 : 8 | Шпанија |  |

|  | Западна Немачка | 11 : 7 | Куба |  |

|  | Италија | 9 : 7 | Мађарска |  |

|  | Сједињене Државе | 7 : 6 | Холандија |  |

|  | Совјетски Савез | 7 : 6 | Сједињене Државе |  |

|  | Западна Немачка | 9 : 8 | Италија |  |

|  | Шпанија | 11 : 11 | Куба |  |

|  | Холандија | 11 : 11 | Мађарска |  |

|  | Совјетски Савез | 6 : 6 | Италија |  |

|  | Западна Немачка | 7 : 3 | Сједињене Државе |  |

|  | Шпанија | 9 : 8 | Мађарска |  |

|  | Холандија | 10 : 12 | Куба |  |

|  | Совјетски Савез | 6 : 5 | Западна Немачка |  |

|  | Италија | 6 : 6 | Сједињене Државе |  |

|  | Шпанија | 8 : 9 | Холандија |  |

|  | Мађарска | 8 : 8 | Куба |  |

| 2° место Западна Немачка | Победник 3. Светског купа у ватерполу за мушкарце Совјетски Савез 2° титула | 3° место Италија |

## Табела
|   | Репрезентација   | ОУ | ПО | Н | И | ДГ | ПГ | ГР  | Бод |
| - | ---------------- | -- | -- | - | - | -- | -- | --- | --- |
| 1 | Совјетски Савез  | 7  | 5  | 1 | 1 | 60 | 47 | +13 | 11  |
| 2 | Западна Немачка  | 7  | 4  | 2 | 1 | 57 | 47 | +10 | 10  |
| 3 | Италија          | 7  | 3  | 3 | 1 | 51 | 46 | +5  | 9   |
| 4 | Сједињене Државе | 7  | 2  | 3 | 2 | 47 | 48 | -1  | 7   |
| 5 | Шпанија          | 7  | 2  | 2 | 3 | 52 | 56 | -4  | 6   |
| 6 | Холандија        | 7  | 1  | 3 | 3 | 58 | 64 | -6  | 5   |
| 7 | Мађарска         | 7  | 0  | 4 | 3 | 57 | 64 | -7  | 4   |
| 8 | Куба             | 7  | 1  | 2 | 4 | 62 | 72 | -10 | 4   |

- ОУ - одиграних утакмица, ПО - победа, Н - нерешених, И - изгубљених утакмица, ДГ - датих голова, ПГ - примљених голова, ГР - гол-разлика.

## Састави победничких екипа
| Злато  | Совјетски Савез | Јевгениј Гришин, Михаил Иванов, Александер Кабанов, Сергеј Котенко, Нурлан Мандигалијев, Георги Мшвениерадзе, Сергеј Наумов, Павел Прокопчук, Ергин Шагајев, Јевгениј Шаронов, Николај Смирнов, Вјачеслав Собченко, Алексеј Вдовин | Селектор: |
| Сребро | Западна Немачка | | Селектор: |
| Бронза | Италија         | | Селектор: |